# استرلا ولها
استرلا ولها (به پرتغالی: Estrela Velha) یک منطقهٔ مسکونی در برزیل است که در ریو گرانده جنوبی واقع شده‌است. استرلا ولها ۳٬۶۵۰ نفر جمعیت دارد.